# Auroracoin

Logo Auroracoin

Auroracoin (cod: AUR, simbol: ᚠ) este o criptomonedă peer-to-peer lansată în februarie 2014 în Islanda ca alternativă la bitcoin și coroana islandeză. Auroracoin se bazează pe algoritmul Scrypt și a generat o masă monetară de 10,5 milioane unități. A fost destinată să servească drept mecanism pentru transferurile transfrontaliere în economia locală, ca răspuns la criza financiară din 2008. 

Creatorul sau creatorii sunt necunoscuți și folosesc pseudonimul Baldur Friggjar Óðinsson (sau Odinsson).  Aceștia au declarat că intenționează să distribuie gratuit jumătate din auroracoin create, tuturor celor 330.000 de persoane listate în baza de date națională de identitate a Islandei începând cu 25 martie 2014, ajungând la 31,8 auroracoin de persoană. Auroracoin a fost distribuită cetățenilor islandezi în trei faze. În prima fază din martie 2014, fiecare cetățean a primit 31,8 USD AUR. Suma distribuită a crescut până la 318 monede în a doua fază și a fost dublată la 636 monede în a treia fază. Restul de 50% din monede au fost distruse. S-a sperat ca aceasta să devină o alternativă a monedei naționale, dar rata de schimb a criptomonedei s-a prăbușit datorită lipsei de interes manifestată de cei cărora le era destinată. Auroracoin a fost primul dintr-o serie de criptomonede la nivel național.
Proiectul a fost reluat în 2015 de Fundația Auroracoin și de un grup de dezvoltatori care au extins sfera funcțiilor pentru a include infrastructuri de sprijin, cum ar fi un portofel digital  tranzacții zilnice. În octombrie 2021, 1 AUR valora în jur de 0,13 EUR, cu o valoare de piață de aproximativ 3,7 milioane de dolari.
Valoarea Auroracoin a crescut la 1 miliard de dolari în perioada premergătoare lansării, dar zvonurile că ar fi fost susținută de guvernul islandez, a dus la s-a prăbușirea valorii monedei la 20 de milioane de dolari.